# Manastir
Manastir, u istočnom kršćanstvu, označava zajedničku nastambu u kojoj, prema utvrđenim pravilima, žive monasi ili monahinje; u užem smislu riječi pravoslavni samostan, crkva sa zgradama. Duhovno i kulturno središte istočnoga kršćanskog svijeta. Načinom gradnje može biti pećinski, skitski (šatorski) i zidani (lavra). Prvi cenobitski manastiri (život u zajednici) nastali su u IV. stoljeću. U srednjem vijeku nastali su mnogobrojni monumentalni manastiri u Makedoniji (Nerezi), Srbiji (Dečani), Bugarskoj (Rilski manastir) i Rusiji (Kirilo-bjelozerski manastir).
Riječ samostan doslovan je prijevod grčke riječi monasterion. Upotrebljava se od 19. stoljeća u Katoličkoj crkvi umjesto starih sinonimnih naziva manastir (namastir), klaustar (ili kloštar), konvenat, koludrište ili stanište. 